# Albert Schmidt (Maler)
Albert Schmidt (* 6. Juni 1942 in Engi GL) ist ein Schweizer Bergsteiger und Kunstmaler.

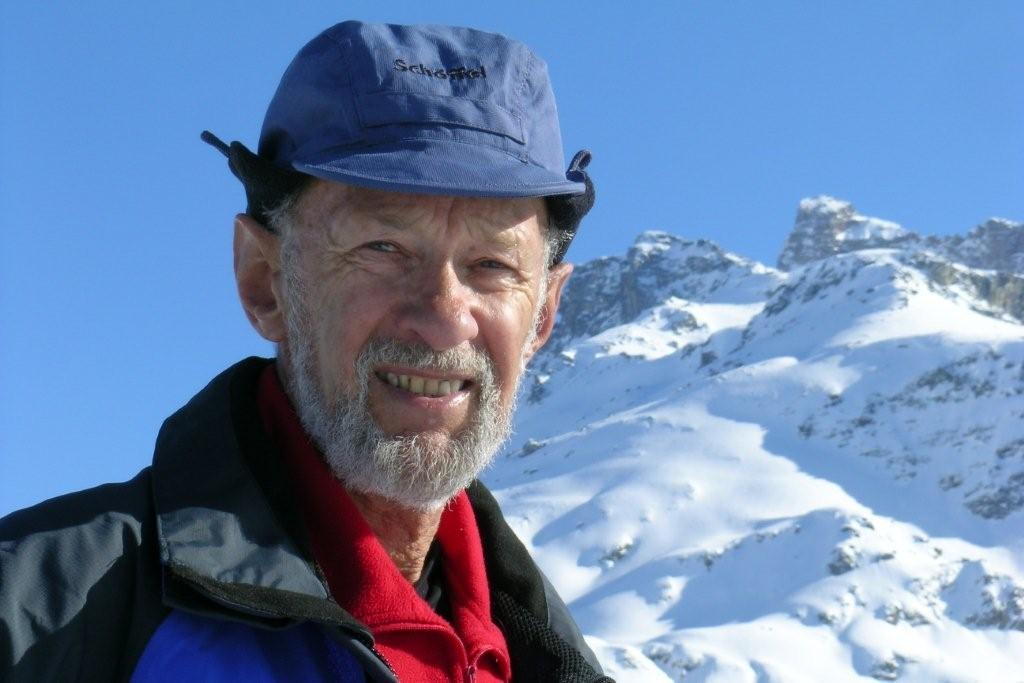
Albert Schmidt

## Leben
Albert Schmidt wuchs in Engi im Kanton Glarus auf, er lernte Bäcker und Konditor. An den Schulen für Gestaltung in Zürich und Basel erwarb er das Lehrdiplom für bildnerisches und manuelles Gestalten. Er war Lehrer für bildnerisches Gestalten und Kunstgeschichte am Basler Zentrum für Bildung und an der Orientierungsschule Basel-Stadt.
Als bildender Künstler schuf er ein umfangreiches Werk, das um die Themen Berg und Natur kreist, darunter Acryl- und Aquarellbilder, Druckgrafik, Radierungen, Kupferstiche, Holzschnitte, Steinskulpturen und Schieferplatten-Installationen. Er ist Mitglied der Gilde Schweizer Bergmaler.
Natur, Tiere und Berge thematisiert er auch als Fotograf, Bild- und Textautor von Buch- und Presseartikeln, Vortragsredner und eines Werks über den Freiberg Kärpf im Kanton Glarus. 2010 eröffnete er in Engi die Galerie Bilderberg.
Als Alpinist gelangen ihm nebst 1600 Gipfelbesteigungen einige Ski-Erstabfahrten und Winter-Erstbegehungen. Er ist auch ein erfahrener Gleitschirmpilot.

## Publikationen
- Der Freiberg Kärpf – das älteste Wildschutzgebiet der Schweiz, Verlag Buchdruckerei Schwanden, 1983
- Der Freiberg Kärpf im Spannungsfeld zwischen Tourismusförderung und Schutzwürdigkeit, Richtplanrevision des Kantons Glarus 2002–2004. Eigenverlag
- Die Geschichte der Leglerhütte, in: Neujahrsbote für das Glarner Hinterland/Sernftal, 1999
- Erste Winterbegehung der Tödi-Nordostwand, in: Die Alpen, 1970
- Der Tödi und das Glarnerland, in: Berge 66/1994
- Glarnerland, Sonderheft Die Alpen 3/1980
- Bergwild, Sonderheft Die Alpen 3/1984
- Freiraum – Bergraum. Ein Lebenswerk aus den Bergen. Selbstverlag, 2021

## Ausstellungen (Auswahl)
- Felsenfarbenlicht, Verkehrsbüro Andermatt, 1992
- Berge – Felsen, Wände, Horizonte, Bildhauerei Alfred Knobel, Schwanden, 1993
- 3 mal 3 – Kunst aus Glarus, 150-Jahre New Glarus, 1995
- Glarner Bergwelt, Galerie am Bahnhof, Glarus 1996
- Vom Berggeist zum Kraftberg, Glarner Kantonalbank, Schwanden 2004
- Glarner Berg- und Tierwelt, Seniorenzentrum, Wangen SZ 2015
- Glarner Landschaften, Glarner Kantonalbank – Kunstverein Glarus, Glarus 2018

Gruppenausstellungen (Auswahl):
- Glarner Kunstschaffende, Kunsthaus Glarus seit 1978
- Jahres-Ausstellungen der Gilde Schweizer Bergmaler GSB, seit 1993
- Vier Glarner Bergmaler, Galerie Gallarte, Mollis 2009
- Dreissig Jahre Gilde Schweizer Bergmaler, Grindelwald 2018

## Alpinismus
Winter-Erstbegehungen:
- Eggstock Südwand
- Vorab Nordwand
- Tödi Röticouloir
- Tschingelhörner-Überschreitung

Ski-Erstbefahrungen:
- Clariden Nordwand
- Hausstock Nordwand
- Glarner Tödi Ostwand
- Oberalpstock Fruttstock-Couloir